# Rodgers Kola
Rodgers Kola (ur. 4 lipca 1989 w Lusace) – zambijski piłkarz grający na pozycji napastnika. Od 2021 roku jest zawodnikiem klubu Azam FC.

## Kariera klubowa
Swoją karierę piłkarską Kola rozpoczął w klubie Edusport. W 2007 roku został zawodnikiem Zanaco FC i wtedy też zadebiutował w nim w zambijskiej Premier League. W Zanaco grał także w 2008 roku, a następnie przeszedł do południowoafrykańskiego zespołu Golden Arrows, w którym spędził jeden sezon.
W 2009 roku Kola przeszedł do izraelskiego drugoligowca Hapoelu Bene Lod. W sezonie 2010/2011 grał w Hapoelu Riszon le-Cijjon, a latem 2011 został zawodnikiem pierwszoligowego FC Aszdod. Zadebiutował w nim 5 maja 2011 w przegranym 0:2 domowym meczu z Hapoelem Tel Awiw. W Aszdod grał przez rok.
Latem 2012 Kola podpisał kontrakt z KAA Gent. W klubie z Gandawy swój debiut zanotował 26 sierpnia 2012 w wygranym 2:1 domowym meczu z KSC Lokeren. Od 2014 roku był Gent wypożyczany: w latach 2014-2015 do Hapoelu Ironi Kirjat Szemona, w latach 2015-2016 do PAE Weria, a w latach 2016-2017 do Hapoelu Ra’ananna.
W latach 2018–2021 Kola grał w Zanaco FC, a w 2021 przeszedł do tanzańskego Azam FC.
| Sezon   | Klub                        | Kraj              | Rozgrywki          | Mecze | Bramki |
| ------- | --------------------------- | ----------------- | ------------------ | ----- | ------ |
| 2007    | Zanaco FC                   | Zambia            | Premier League     | ?     | ?      |
| 2008    | Zanaco FC                   | Zambia            | Premier League     | ?     | ?      |
| 2008/09 | Golden Arrows               | Południowa Afryka | PSL                | 10    | 1      |
| 2009/10 | Hapoel Bene Lod             | Izrael            | Liga Leumit        | 14    | 1      |
| 2010/11 | Hapoel Riszon le-Cijjon     | Izrael            | Liga Leumit        | 30    | 11     |
| 2011/12 | FC Aszdod                   | Izrael            | Ligat ha’Al        | 33    | 7      |
| 2012/13 | KAA Gent                    | Belgia            | Eerste klasse      | 11    | 2      |
| 2013/14 | KAA Gent                    | Belgia            | Eerste klasse      | 11    | 0      |
| 2013/14 | Hapoel Ironi Kirjat Szemona | Izrael            | Ligat ha’Al        | 10    | 2      |
| 2014/15 | Hapoel Ironi Kirjat Szemona | Izrael            | Ligat ha’Al        | 31    | 11     |
| 2015/16 | PAE Weria                   | Grecja            | Superleague Ellada | 31    | 11     |
| 2016/17 | Hapoel Ra’ananna            | Izrael            | Ligat ha’Al        | 14    | 0      |
| 2018    | Zanaco FC                   | Zambia            | Premier League     | ?     | ?      |
| 2019    | Zanaco FC                   | Zambia            | Premier League     | ?     | ?      |
| 2019/20 | Zanaco FC                   | Zambia            | Premier League     | ?     | ?      |
| 2020/21 | Zanaco FC                   | Zambia            | Premier League     | ?     | ?      |
| 2021/22 | Azam FC                     | Tanzania          | Ligi kuu Bara      | ?     | ?      |

## Kariera reprezentacyjna
W reprezentacji Zambii Kola zadebiutował w 2008 roku.